# Mardy Fish
Mardy Simpson Fish (sinh ngày 9 tháng 12 năm 1981) là cựu vận động viên quần vợt người Mỹ. Sở trường ở mặt sân cứng, anh là một trong những tay vợt tiêu biểu của làn sóng quần vợt Mỹ thống trị thế giới những năm đầu thập niên 2000.
Fish từng giành được 6 danh hiệu ATP World Tour và 4 lần vào tới chung kết Masters Seriies của, bao gồm Cincinnati (2003 và 2010), Indian Wells (2008) và Montreal 2011. Thành tích tốt nhất của anh tại các giải Grand Slam là vòng tứ kết Úc mở rộng 2007, Mỹ mở rộng 2008 và Wimbledon 2011. Tại Thế vận hội Mùa hè 2004, Fish cũng vào tới chung kết nhưng chỉ có được huy chương bạc sau khi để thua Nicolás Massú.
Tháng 4 năm 2011, Fish vượt qua Andy Roddick để trở thành tay vợt nam số 1 nước Mỹ tại bảng xếp hạng của ATP, với thứ hạng cao nhất sự nghiệp ở vị trí số 7 thế giới vào tháng 8. Năm đó cũng là lần duy nhất anh tham gia ATP World Tour Final. Fish giải nghệ sau Giải Mỹ mở rộng 2015. Năm 2019, Fish thay thế Jim Courier làm đội trưởng Đội tuyển quần vợt Davis Cup của Hoa Kỳ.

## Trận chung kết lớn

### Chung kết Olympic

#### Đơn: 1 (1 huy chương bạc)
| Kết quả | Năm  | Giải đấu        | Mặt sân | Đối thủ       | Tỷ số                   |
| ------- | ---- | --------------- | ------- | ------------- | ----------------------- |
| Bạc     | 2004 | Summer Olympics | Cứng    | Nicolás Massú | 3–6, 6–3, 6–2, 3–6, 4–6 |

### Chung kết Masters 1000

#### Đơn: 4 (0–4)
| Kết quả | Năm  | Giải đấu             | Mặt sân | Đối thủ        | Tỷ số                   |
| ------- | ---- | -------------------- | ------- | -------------- | ----------------------- |
| Á quân  | 2003 | Cincinnati Masters   | Cứng    | Andy Roddick   | 6–4, 6–7(3–7), 6–7(4–7) |
| Á quân  | 2008 | Indian Wells Masters | Cứng    | Novak Djokovic | 2–6, 7–5, 3–6           |
| Á quân  | 2010 | Cincinnati Masters   | Cứng    | Roger Federer  | 7–6(7–5), 6–7(1–7), 4–6 |
| Á quân  | 2011 | Canadian Open        | Cứng    | Novak Djokovic | 2–6, 6–3, 4–6           |

#### Đôi: 2 (1–1)
| Kết quả | Năm  | Giải đấu             | Mặt sân | Đồng đội     | Đối thủ                | Tỷ số             |
| ------- | ---- | -------------------- | ------- | ------------ | ---------------------- | ----------------- |
| Vô địch | 2009 | Indian Wells Masters | Cứng    | Andy Roddick | Max Mirnyi Andy Ram    | 3–6, 6–1, [14–12] |
| Á quân  | 2011 | Italian Open         | Đất nện | Andy Roddick | John Isner Sam Querrey | Bỏ cuộc           |

## Chung kết ATP

### Đơn: 20 (6 danh hiệu, 14 á quân)
| Giải đấu                          |
| --------------------------------- |
| Grand Slam tournaments (0–0)      |
| ATP World Tour Finals (0–0)       |
| ATP World Tour Masters 1000 (0–4) |
| Olympic Games (0–1)               |
| ATP World Tour 500 Series (0–0)   |
| ATP World Tour 250 Series (6–9)   |

| Mặt sân       |
| ------------- |
| Cứng (4–11)   |
| Đất nện (1–0) |
| Cỏ (1–3)      |
| Thảm (0–0)    |

| Kiểu sân          |
| ----------------- |
| Ngoài trời (5–12) |
| Trong nhà (1–2)   |

| Kết quả | Thắng-Thua | Ngày          | Giải đấu                                   | Cấp độ        | Mặt sân  | Đối thủ             | Tỷ số                   |
| ------- | ---------- | ------------- | ------------------------------------------ | ------------- | -------- | ------------------- | ----------------------- |
| Á quân  | 0–1        | Th3 năm 2003  | Delray Beach Open, Mỹ                      | International | Cứng     | Jan-Michael Gambill | 0–6, 6–7(5–7)           |
| Á quân  | 0–2        | Th6 năm 2003  | Nottingham Open, Vương quốc Anh            | International | Cỏ       | Greg Rusedski       | 3–6, 2–6                |
| Á quân  | 0–3        | Th8 năm 2003  | Cincinnati Masters, Mỹ                     | Masters       | Cứng     | Andy Roddick        | 6–4, 6–7(3–7), 6–7(4–7) |
| Vô địch | 1–3        | Th10 năm 2003 | Stockholm Open, Thụy Điển                  | International | Cứng (i) | Robin Söderling     | 7–5, 3–6, 7–6(7–4)      |
| Á quân  | 1–4        | Th2 năm 2004  | Pacific Coast Championships, Mỹ            | International | Cứng (i) | Andy Roddick        | 6–7(13–15), 4–6         |
| Á quân  | 1–5        | Th6 năm 2004  | Halle Open, Đức                            | International | Cỏ       | Roger Federer       | 0–6, 3–6                |
| Á quân  | 1–6        | Th8 năm 2004  | Olympic Games, Hy Lạp                      | Olympics      | Cứng     | Nicolás Massú       | 3–6, 6–3, 6–2, 3–6, 4–6 |
| Vô địch | 2–6        | Th4 năm 2006  | U.S. Men's Clay Court Championships, Mỹ    | International | Đất nện  | Jürgen Melzer       | 3–6, 6–4, 6–3           |
| Á quân  | 2–7        | Th8 năm 2007  | Connecticut Open, Mỹ                       | International | Cứng     | James Blake         | 5–7, 4–6                |
| Á quân  | 2–8        | Th3 năm 2008  | Indian Wells Masters, Mỹ                   | Masters       | Cứng     | Novak Djokovic      | 2–6, 7–5, 3–6           |
| Á quân  | 2–9        | Th8 năm 2008  | Connecticut Open, Mỹ                       | International | Cứng     | Marin Čilić         | 4–6, 6–4, 2–6           |
| Á quân  | 2–10       | Th2 năm 2009  | Pacific Coast Championships, Mỹ            | 250 Series    | Cứng (i) | Radek Štěpánek      | 6–3, 4–6, 2–6           |
| Vô địch | 3–10       | Th3 năm 2009  | Delray Beach Open, Mỹ                      | 250 Series    | Cứng     | Evgeny Korolev      | 7–5, 6–3                |
| Á quân  | 3–11       | Th6 năm 2010  | Queen's Club Championships, Vương quốc Anh | 250 Series    | Cỏ       | Sam Querrey         | 6–7(3–7), 5–7           |
| Vô địch | 4–11       | Th7 năm 2010  | Hall of Fame Tennis Championships, Mỹ      | 250 Series    | Cỏ       | Olivier Rochus      | 5–7, 6–3, 6–4           |
| Vô địch | 5–11       | Th7 năm 2010  | Atlanta Open, Mỹ                           | 250 Series    | Cứng     | John Isner          | 4–6, 6–4, 7–6(7–4)      |
| Á quân  | 5–12       | Th8 năm 2010  | Cincinnati Masters, Mỹ                     | Masters 1000  | Cứng     | Roger Federer       | 7–6(7–5), 6–7(1–7), 4–6 |
| Vô địch | 6–12       | Th7 năm 2011  | Atlanta Open, US (2)                       | 250 Series    | Cứng     | John Isner          | 3–6, 7–6(8–6), 6–2      |
| Á quân  | 6–13       | Th7 năm 2011  | Los Angeles Open, Mỹ                       | 250 Series    | Cứng     | Ernests Gulbis      | 7–5, 4–6, 4–6           |
| Á quân  | 6–14       | Th8 năm 2011  | Canadian Open, Canada                      | Masters 1000  | Cứng     | Novak Djokovic      | 2–6, 6–3, 4–6           |

### Đôi: 11 (8 danh hiệu, 3 á quân)
| Giải đấu                          |
| --------------------------------- |
| Grand Slam tournaments (0–0)      |
| ATP World Tour Finals (0–0)       |
| ATP World Tour Masters 1000 (1–1) |
| ATP World Tour 500 Series (2–2)   |
| ATP World Tour 250 Series (5–0)   |

| Mặt sân       |
| ------------- |
| Cứng (5–2)    |
| Đất nện (2–1) |
| Cỏ (1–0)      |

| Titles by setting |
| ----------------- |
| Ngoài trời (5–2)  |
| Trong nhà (3–1)   |

| Kết quả | Thắng-Thua | Ngày             | Giải đấu                                      | Cấp độ        | Mặt sân  | Đồng đội       | Đối thủ                            | Tỷ số                 |
| ------- | ---------- | ---------------- | --------------------------------------------- | ------------- | -------- | -------------- | ---------------------------------- | --------------------- |
| Vô địch | 1–0        | Th4 năm 2002     | U.S. Men's Clay Court Championships, Mỹ       | International | Đất nện  | Andy Roddick   | Jan-Michael Gambill Graydon Oliver | 6–4, 6–4              |
| Vô địch | 2–0        | Th2 năm 2004     | Pacific Coast Championships, Mỹ               | International | Cứng (i) | James Blake    | Rick Leach Brian MacPhie           | 6–2, 7–5              |
| Vô địch | 3–0        | Th4 năm 2004     | U.S. Men's Clay Court Championships, Mỹ (2)   | International | Đất nện  | James Blake    | Rick Leach Brian MacPhie           | 6–3, 6–4              |
| Á quân  | 3–1        | Th2 năm 2006     | U.S. National Indoor Tennis Championships, Mỹ | Intl. Gold    | Cứng (i) | James Blake    | Chris Haggard Ivo Karlović         | 6–0, 5–7, [5–10]      |
| Vô địch | 4–1        | Th7 năm 2008     | Hall of Fame Tennis Championships, Mỹ         | International | Cỏ       | John Isner     | Rohan Bopanna Aisam-ul-Haq Qureshi | 6–4, 7–6(7–1)         |
| Vô địch | 5–1        | Th2 năm 2009     | U.S. National Indoor Tennis Championships, Mỹ | 500 Series    | Cứng (i) | Mark Knowles   | Travis Parrott Filip Polášek       | 7–6(9–7), 6–1         |
| Vô địch | 6–1        | Th3 năm 2009     | Indian Wells Masters, Mỹ                      | Masters 1000  | Cứng     | Andy Roddick   | Max Mirnyi Andy Ram                | 3–6, 6–1, [14–12]     |
| Vô địch | 7–1        | Th2 năm 2010     | Pacific Coast Championships, Mỹ (2)           | 250 Series    | Cứng (i) | Sam Querrey    | Benjamin Becker Leonardo Mayer     | 7–6(7–3), 7–5         |
| Vô địch | 8–1        | Th8 năm 2010     | Washington Open, Mỹ                           | 500 Series    | Cứng     | Mark Knowles   | Tomáš Berdych Radek Štěpánek       | 4–6, 7–6(9–7), [10–7] |
| Á quân  | 8–2        | tháng 5 năm 2011 | Italian Open, Ý                               | Masters 1000  | Đất nện  | Andy Roddick   | John Isner Sam Querrey             | Bỏ cuộc               |
| Á quân  | 8–3        | Th8 năm 2013     | Washington Open, Mỹ                           | 500 Series    | Cứng     | Radek Štěpánek | Julien Benneteau Nenad Zimonjić    | 6–7(5–7), 5–7         |